# Східний Дарт
Східний Дарт — річка в англійському графстві Девон, одна з двох головних приток Дарта.
Бере свій початок на болотах Дартмура. У селищі Постбридж береги річки з'єднані кам'яним містком, що є пам'яткою середньовічної архітектури.